# Ambiani

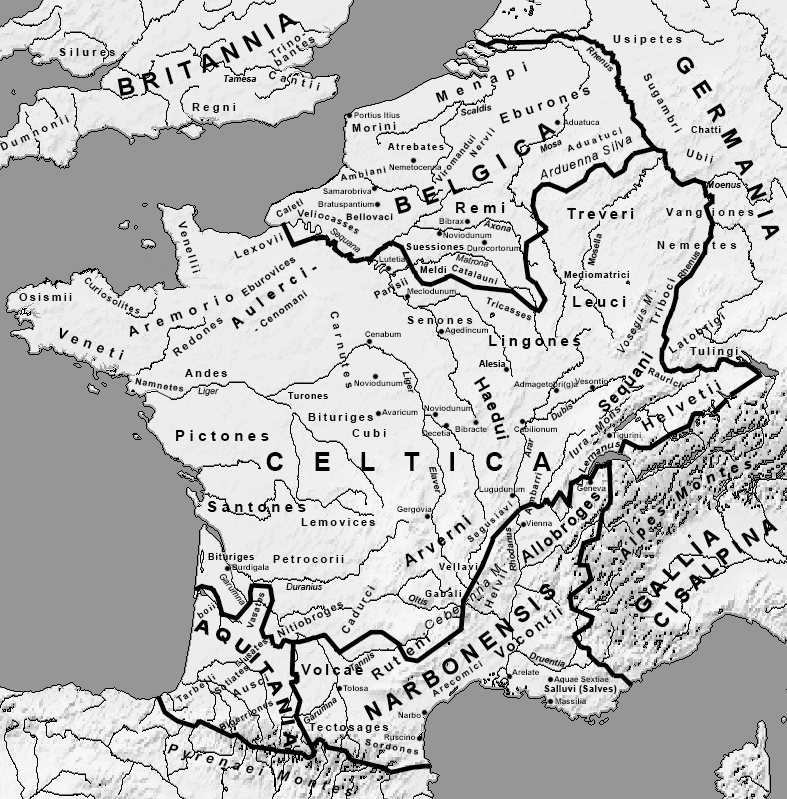
Gallië rond 54 v.Chr. met het gebied van de Ambiani aangegeven

De Ambiani waren een volksstam en kustvolk in Gallia Belgica. Hun gebied was gelegen in het bekken van de rivier de Somme (Samara), rond hun hoofdstad Samarobriva, het huidige Amiens, een stad in Noord-Frankrijk, de hoofdstad van het departement Somme.
Hun zuiderburen waren de Bellovaci (nabij Beauvais) en de Caleti (nabij Harfleur). Ten oosten bevonden zich de Nerviërs (nabij Bavay) en de Viromandui (nabij Vermand). Hun noorderburen waren de Morini (nabij Boulogne-sur-mer) en de Atrebaten (nabij Artois)

## Samarobriva
De hoofdstad van de Ambiani was Samarobriva (Amiens), wat zoveel betekent als overgang of brug (-briva) over de Somme (Samara). Deze stad wordt veelvuldig vermeld in de Commentarii de bello Gallico.
De stad lag op de handelsroute van Zuid-Gallië naar Britannia over Durocortorum (Reims), op het punt waar de wegen van Beauvais, Rouen, Senlis en Soissons samenkomen, vervolgens de Somme oversteken om daarna verder richting Boulogne, Britannia of het gebied van de Morini te gaan.
Door Romeinse invloed in de jaren na Christus kreeg de stad meer trekjes van een Romeinse nederzetting, wat zich onder meer uit in het rechthoekige stadsplan, het verschijnen van forum, markt, amfitheater en thermen. Tijdens keizer Nero (54 – 68 n.C.) deed er zich ook een grote uitbreiding (160 ha) van de stad voor en moest men afrekenen met twee grote branden.
Na de eerste barbaarse invasie werd de stad weer kleiner, tot binnen de stadsmuur, en in de 4e eeuw nam de stad de naam Civitas Ambianensium (of Ambianorum) aan. Het werd een belangrijke militaire vestiging tegen de bedreigingen van Germanen aan het Rijnfront.
Andere steden van de Ambiani waren Rodium (Roye), Setucis (onbekend) en Teucera (Thièvres).

## De Ambiani en Caesar
Tijdens de eerste campagne van Caesar stonden de Ambiani tegenover de legers van Caesar. De Ambiani namen  in 57 v.C. met een leger van 10.000 krijgers deel aan een Gallische coalitie tegen Caesar. Toen de legers van Caesar verder oprukten naar het Westen en nabij Samarobriva kwamen, gaven de Ambiani zich over. Toch namen ze in 52 v.C. weer deel aan de gevechten tegen de Romeinen bij de opstand van Vercingetorix.
Na de nederlaag van Vercingetorix zouden de Ambiani in 51 v.C. nog eenmaal deelnemen aan een coalitie met omliggende stammen, zoals de Bellovaci, Caleti, Aulerci Eburovices, Veliocasses en Atrebates. Na de nederlaag van deze onderneming waren ze definitief onderworpen aan Rome.

## Het geld van de Ambiani

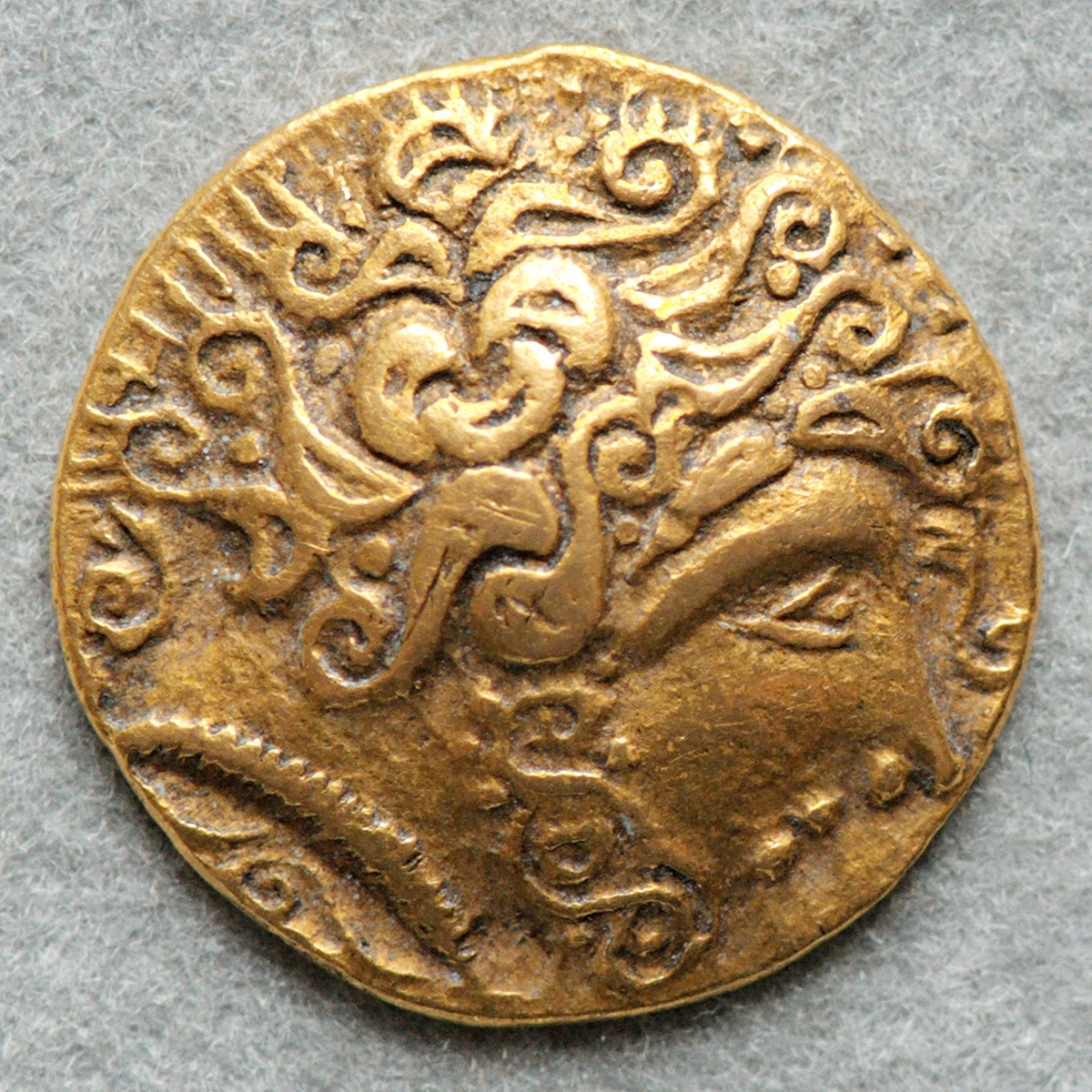
Gouden stater van de Ambiani met baardig portret, afgeleid van de muntslag van Philippus II van Macedonië

De eerste Keltische munten waren gelijkaardig aan de stater van Philippus II van Macedonië, en waren voornamelijk afkomstig uit Arverne. Nadat het monopolie van Arverne in 121 door de Romeinen beëindigd was, ontwikkelden de Ambiani een eigen onafhankelijk atelier.
De vondsten van deze munten zijn van groot belang omdat ze ons zeer veel informatie kunnen geven over de economische situatie en handelsrelaties. Maar ook het feit dat de Ambiani de ingewikkelde technieken beheersten om munten te slaan en welke kenmerken deze munten hebben, leveren ons belangrijke informatie.
De munten van de Ambiani vertoonden veel overeenkomst met de staters van Tarente in Zuid-Italië. 
Op basis van deze gelijkenis wordt aangenomen dat er handel was tussen Tarente en de Ambiani. Toch is het duidelijk dat de munt ook nog schatplichtig is aan de originele Philippus-stater. Het voorkomen van een menselijk gezicht sluit aan bij het gebruik van de Keltische bevolking om in de beeldende en plastische kunst menselijke gezichten af te beelden.
Voorbeeld Stater Ambiani:
VZ: Gestileerd, maar herkenbaar hoofd naar rechts
KZ: Paard naar links: drijver met stok, lijkt gezeten op paard, wiel achter het paard, onder het paard vier bolletjes
Gallia Cisalpina:
Anares · Beluni · Boii · Carni · Caturiges · Cenomani · Ceutrones · Insubres · Lepontii · Libici · Lingones · Nerusi · Salassi · Segusani · Suetri · Taurini · Vedianti

Gallia Transalpina:
Aedui · Albici · Allobroges · Ambarri · Ambiani · Andecavi · Arecomici · Atrebati · Aulerci Cenomani · Aulerci Diablintes · Aulerci Eburovices · Arverni · Baiocasses · Bellovaci · Bituriges Cubi · Bituriges Vivisci · Cadurci · Caleti · Carnutes · Catalauni · Caturiges · Cavares · Cenomani · Centrones · Cetrones · Commoni · Condrusi · Coriosolitae · Durocasses · Eciates · Eleuteti · Gabali · Garocelli · Geidumni · Grudii · Helvetii · Helvii · Lemovices · Leuci · Levaci · Lexovii · Lingones · Mandubii · Mediomatrici · Medulli · Menapii · Morini · Namnetes · Nantuates · Nerviërs · Nitiobriges · Osismii · Parisii · Petrocorii · Pictones · Pleumoxii · Redones · Remi · Ruteni · Salluviërs · Santones · Segni · Segovellauni · Segusiavi · Senones · Sequani · Silvanectes · Sordones · Suessiones · Tectosages · Tigurini ·  Tougener · Treveri · Tricasses · Tricastini · Turones ·  Veliocasses · Vellavi · Venelli · Veneti · Viducasses · Viromandui · Vocontii · Volcae Arecomici · Volcae Tectosages · Vivisci